# Zemstvo
Zemstvo era o sistema de administração local introduzido em 1864 por uma das reformas do czar Alexandre II da Rússia. Esta forma de organização autárquica introduziu um sistema de administração local em assuntos como vias de comunicação e trânsito, comércio, assistência médica e educação. Os líderes destes grémios, muitas vezes oriundos das melhores famílias, eram eleitos por períodos de três anos.
No livro Ana Karênina,de Liev Tolstói,as personagens discutem sobre o Zemstvo em diversos momentos da narrativa.

## Membros famosos
- Anton Tchecov pertenceu à Zemstvo de Melichovo